# Orthotrichia pectinella
Orthotrichia pectinella är en nattsländeart som beskrevs av Wells 1983. Orthotrichia pectinella ingår i släktet Orthotrichia och familjen smånattsländor. Inga underarter finns listade i Catalogue of Life.